# Puente del Río
Puente del Río es una localidad y pedanía española del municipio de Adra, en la provincia de Almería, Andalucía. Se encuentra a 49 km de la capital de la provincia, Almería.

## Entidades de la pedanía y su población
| Entidades de Población | Población |
| ---------------------- | --------- |
| Puente del Río         | 1849      |

La mayoría de los vecinos de Puente del Río provienen de las diversos diseminados del municipio de Adra, incluyendo la misma ciudad y la pedanía de La Alquería. También existe un porcentaje considerable de originarios de la Alpujarra Granadina y del cercano municipio de Berja. Actualmente existe población magrebí, rumana y de otros países, tanto africanos como europeos.

## La pedanía
El núcleo se sitúa en la N-340a, a orillas del río Adra, y casi al lado de la Autovía del Mediterráneo (A-7). Situado en una zona llana de pocas colinas, cuenta con un puente que une esta pedanía con La Curva.

### Historia
La petición de los abderitanos de que se construyera un puente sobre el río Adra, en 1864, suele considerarse el acto fundacional de la pedanía. De hecho, en enero de 2014 se celebraron grandes festejos por el 150 aniversario fundacional.
En realidad, desde el siglo XIX existían un buen número de diseminados que se fueron incrementando desde la construcción del puente. Es en la posguerra cuando el núcleo va tomando forma.
En los años sesenta, al crecer la población, se fundan diversas instituciones que le aportan un aspecto de pueblo dentro del municipio de Adra. El 25 de enero de 1968 el Obispo don Ángel Suquía Goicoechea erige la parroquia de Cristo Resucitado, cuyos territorio incluía también el de la actual parroquia de Ntra. Sra. Santa María de la Vega.
En el presente, Puente del Río presenta una población heterogénea y dedicada, esencialmente, al cultivo de la tierra.

### Economía y servicios
La mayoría de la población se dedica a la agricultura intensiva en invernaderos. 
Existe un amplio sector servicios, con muchos talleres, concesionarios automovilísticos y comercios a la entrada de la localidad. 
Dos entidades bancarias, una fontanería, una pescadería, diversos supermercados, tres bares, dos peluquerías, una biblioteca...

### Educación
En la calle Grupo Escolar se ubica el colegio de enseñanza infantil y primaria, el CEIP Fuentesantilla. Además, distintas academias incrementan la oferta educativa en el pueblo. 

### Deportes
Hay un equipo de fútbol sala llamado Marcos And Company .F.S. fundado en 2010.
Palmarés:
Tercer clasificado en 2.ª división y ascenso de categoría a 1.ª división de la liga local de Adra 2010/11.
Campeones de 1.ª división de la liga local de Adra 2011/12.
Subcampeones de 3.ª división y ascenso de categoría a 2.ª división de la liga local de El Ejido 2011/12.
Campeones de 2.ª división y ascenso de categoría a 1.ª división de la liga local de El Ejido 2012/13.
Subcampeones de 1.ª división de la liga local de Adra 2012/13.
En 2014 por motivos que se desconocen, el equipo acaba desapareciendo.

### Transportes
Atraviesa una ruta de autobús de la empresa ALSA, que sale de la ciudad de Adra y que termina en la de Almería,
La localidad cuenta con dos paradas de autobús y con la carretera de Almería.

### Monumentos
La iglesia parroquial de Cristo Resucitado se comenzó a construir el 18 de agosto de 1968 y se consagró en 1973 por el Obispo don Manuel Casares Hervás. Presenta planta de abanico, de estilo contemporáneo y grandes vitrales. Un atrio antecede al templo, sustentado sobre amplios salones inferiores. El altar mayor, de mármoles blanco, verde y sepia, ofrece un elegante diseño con el relieve del Sumo y Eterno Sacerdote. En su interior se veneran las imágenes de San Antonio de Padua, Cristo Resucitado, el Sagrado Corazón, la Inmaculada de Majaroba, el Santo Niño Jesús de la Bola, el Santo Cristo y la artística talla de la Santísima Virgen del Río. A lo largo de su historia el templo ha sufrido varias transformaciones, siendo la última de 2013.   
La ermita de las Benditas Ánimas, aunque reciente, es objeto de una enorme devoción. Fue bendecida por el Obispo de Almería, don Adolfo González Montes el 6 de marzo de 2011. El exterior, típico de una ermita de la zona, presenta un azulejo indicativo y una cruz de piedra del siglo XVII. El interior acoge un altar de piedra, un azulejo de las Benditas ánimas y una artística lámpara votiva. Diariamente se realizan ofrendas de flores, limosnas y aceite.  

### Fiestas patronales de San Antonio de Padua y Ntra. Sra. del Río
Desde la fundación de la parroquia, en 1968, san Antonio de Padua ha sido considerado el protector de la pedanía. Al principio se llevaba al cauce del río una imagen del santo, actualmente en la iglesia parroquial de la Inmaculada Concepción de Adra, y se festejaba bajo un cañizo. En las últimas décadas son los mayordomos, elegidos anualmente, los encargados de preparar las fiestas del santo patrón, pidiendo limosnas a los vecinos y organizando los actos.  
Las celebraciones comienzan tres días antes del trece de junio, con el Triduo preparatorio en la iglesia parroquial. El día del santo se celebra la santa misa y se bendicen los panecillos, que luego se reparten a los fieles. Al domingo siguiente, tras la Santa Misa, la imagen del Santo procesiona por la localidad. Las verbenas y otros festejos populares también se hacen presentes el fin de semana, así como la elección de las reinas y sus damas y las carrozas.  
En el año 2009 la imagen de la patrona de la pedanía, Nuestra Señora del Río, fue recibida por centenares de personas y la imagen del Patrón que salió extraordinariamente en procesión para su recepción. 

### Otras fiestas

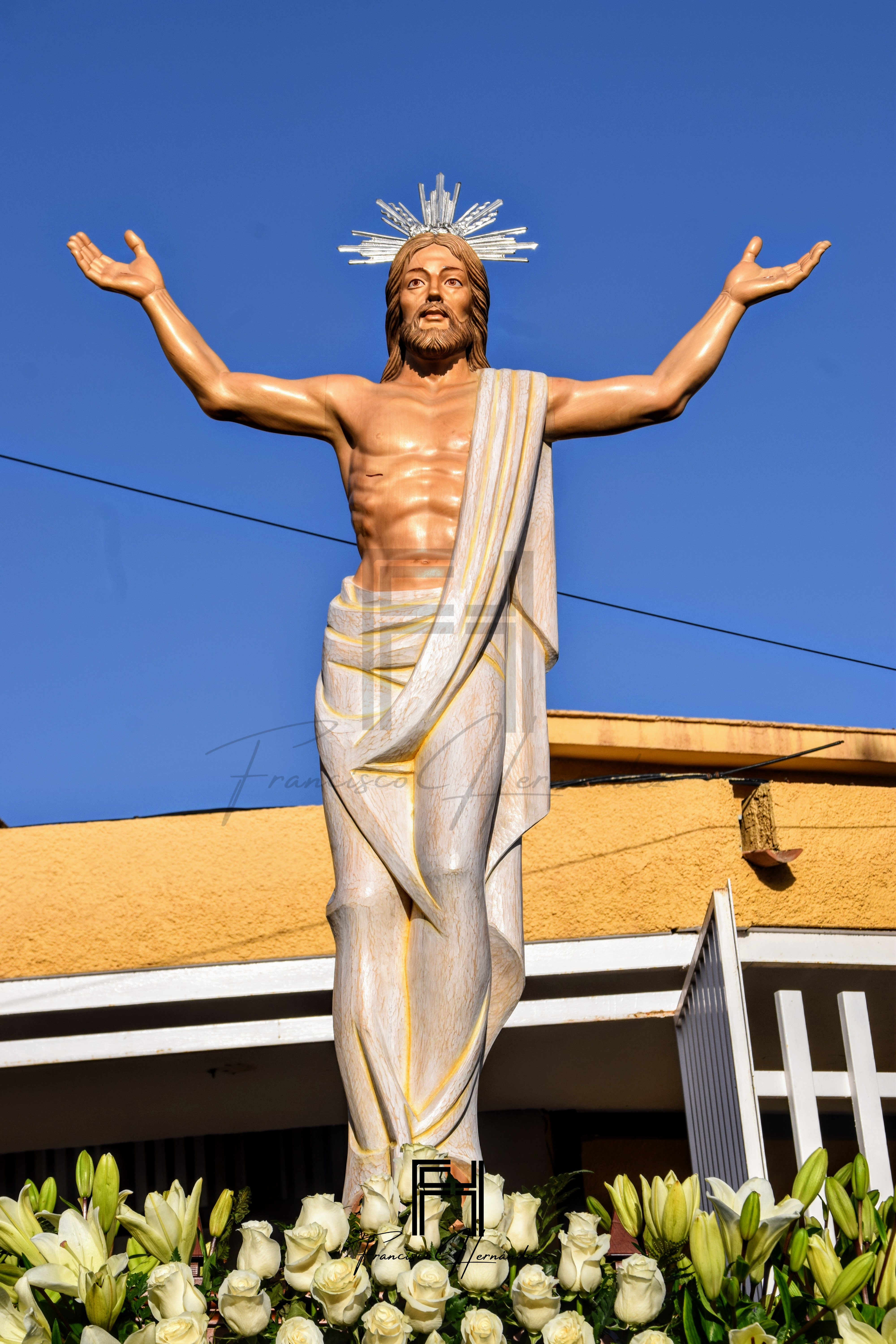
Santísimo Cristo Resucitado, titular de la parroquia de Cristo Resucitado de Puente del Río

El calendario festivo de Puente del Río concuerda, casi en su totalidad, con el calendario católico.  
La Semana Santa, precedida de la Santa Cuaresma, está marcada por los turnos de vela ante el Santísimo en Jueves Santo y el vía crucis con el Santo Cristo durante la tarde del Viernes Santo. El día grande tiene lugar el Domingo de Resurrección, solemnidad titular de la parroquia. Tras la Santa Misa, los costaleros sacan en procesión la imagen que preside el templo: Cristo Resucitado. Semanas antes, la parroquia organiza una buñuelada para sufragar los gastos de la procesión.
El último día de mayo, festividad de la Visitación de María, se celebra por las calles un rosario con la imagen de la Inmaculada de Majaroba. Esta pequeña imagen llegó a la parroquia en 1975, tras haber estado muchos años en la pedanía virgitana de Majaroba. La imagen, muy deteriorada, fue restaurada en 2013 y cuenta con una gran devoción.
El Corpus Christi, aunque cuenta con pocos años en la pedanía, se celebra con gran dignidad. Las calles son adornadas con gallardetes y estandartes, levantando un buen número de altares efímeros. En el atrio del templo la parroquia elabora un altar para la última bendición con el Santísimo.
El día 15 de julio, víspera de la Virgen del Carmen, la parroquia y muchos vecinos de Puente del Río peregrinan hasta la ermita de Río Chico. 
El día de Ánimas, 2 de noviembre, se celebra la Santa Misa en la Conmemoración anual de todos los fieles difuntos y un rosario parte del templo hacia la ermita de las Benditas Ánimas. Al final, todos comparten una chocolatada en los salones anexos. 
El domingo de Cristo Rey, tras la Santa Misa, se honra la memoria del Beato don Diego Ventaja Milán, Obispo mártir de Almería. Se bendicen unos ramitos de laurel, planta vinculada con el martirio, que los fieles se llevan con lazos rojos. En la fiesta del año 2013, con motivo del Año de la Fe, las reliquias del Beato visitaron Puente del Río. 
En Navidad, son célebres los belenes que se elaboran en los diversos hogares de la pedanía. Algunos de ellos incluso han sido premiados en distintos concursos.

## Servicios públicos

### Sanidad
La localidad cuenta con un consultorio, dependiente del Hospital de Poniente-El Ejido, que da servicio de lunes a viernes.

## El entorno
La pedanía es muy llana, y solo hay pocas elevaciones de menor importancia. 
El Río Adra bordea la zona, atravesando una zona de bello encanto, especialmente en el paraje de La Encantada, a la altura de un puente de la Autovía del Mediterráneo, salvando el río. Allí abunda una rica fauna de ribera y formaciones rocosas. 

### Fenómenos naturales
En el núcleo de la pedanía, se pudo sentir un terremoto de grado 3 de la escala Richter. Ocurrió el 18 de mayo de 1995. 
En octubre del año 1973, la pedanía sufrió el desbordamiento del río Adra, debido a las intensas lluvias durante varios días seguidos, que provocó grandes daños en las infraestructuras y en los cultivos bajo plástico de la zona, pero que no ocasionó víctimas.